# 度尾镇
度尾镇是中国福建省莆田市仙游县下辖的一个镇。

## 行政区划
度尾镇共辖3个居委会及16个行政村，分别是：
度峰社区、潭边社区、下洲社区、东峰村、砺山村、圣山村、中峰村、后埔村、湘溪村、洋坂村、中岳村、帽山村、云水村、剑山村、霞溪村、埔尾村、屏山村、云居村和苦竹村。

## 特产
度尾文旦柚：中国地理标志产品。